# WOWOW
WOWOW یا وائووائو (به ژاپنی: ワウワウ, Wauwau) یک تلویزیون ماهواره‌ای خصوصی و ایستگاه تلویزیونی تماشای پولی در توکیو، ژاپن است. دفتر مرکزی آن در طبقهٔ ۲۱ ساختمان آکاساکا پارک در آکاساکا، میناتو، توکیو واقع شده است.
در ۱ اکتبر ۲۰۱۱، وائووائو تنها سرویس شبکهٔ ماهواره‌ای تلویزیون خود را گسترش داد تا سه شبکه تلویزیونی با وضوح‌بالا ارائه دهد. این سه شبکه شامل: وائووائو پرایم، وائووائو لایو و وائووائو سینما هستند.